# Aulacoscelis appendiculata
Aulacoscelis appendiculata is een keversoort uit de familie schijnhaantjes (Orsodacnidae). De wetenschappelijke naam van de soort werd in 1999 gepubliceerd door Cox & Windsor.